# Сан Томазо (Лоди)
Сан Томазо је насеље у Италији у округу Лоди, региону Ломбардија.
Према процени из 2011. у насељу је живело 67 становника. Насеље се налази на надморској висини од 72 м.